# Pancratium parvum
Pancratium parvum là một loài thực vật có hoa trong họ Amaryllidaceae. Loài này được Dalzell mô tả khoa học đầu tiên năm 1850.

## Hình ảnh

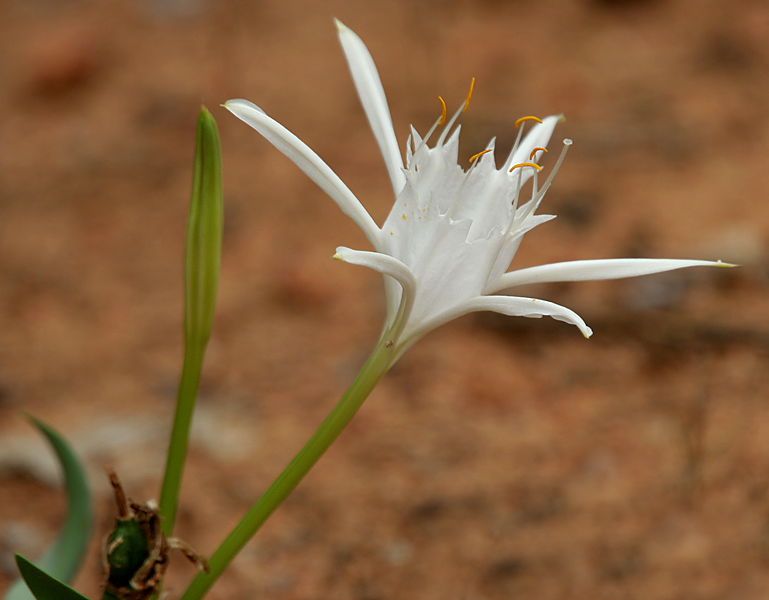
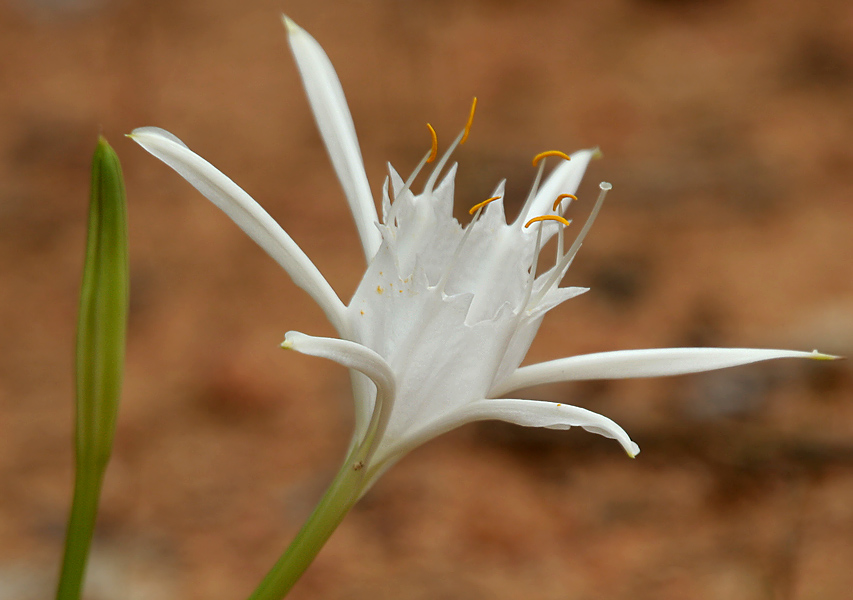
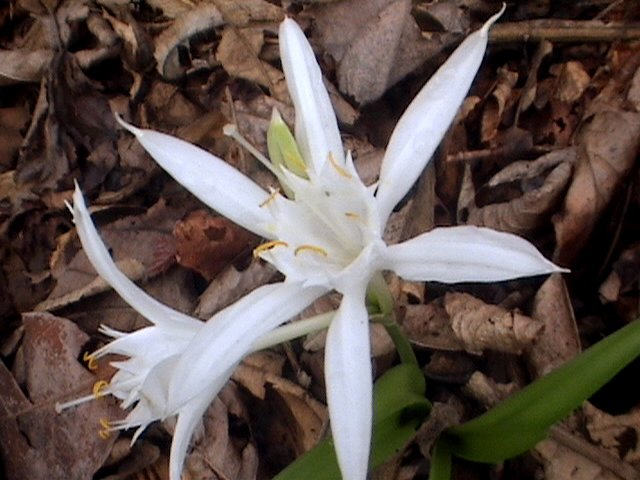